# Treasure Planet
Hành tinh Kho báu (Tiếng Anh: "Treasure Planet") là một bộ phim Hoạt hình Khoa học viễn tưởng của nhà sản xuất Walt Disney Animation Studios và nhà phát hành Walt Disney Pictures vào 27 tháng 11 năm 2002. Đây là bộ phim hoạt hình thứ 43 của loạt phim Walt Disney Animated Classics. Bộ phim Khoa học viễn tưởng này lấy cảm hứng từ cuốn tiểu thuyết phiêu lưu Treasure Island của Robert Louis Stevenson và là bộ phim đầu tiên được phát hành dưới cả định dạng bình thường và IMAX. Bộ phim sử dụng kỹ thuật vẽ tay 2D hoạt hình truyền thống theo cách mới cùng với kỹ xảo hoạt hình 3D từ máy tính.